# Houtyš

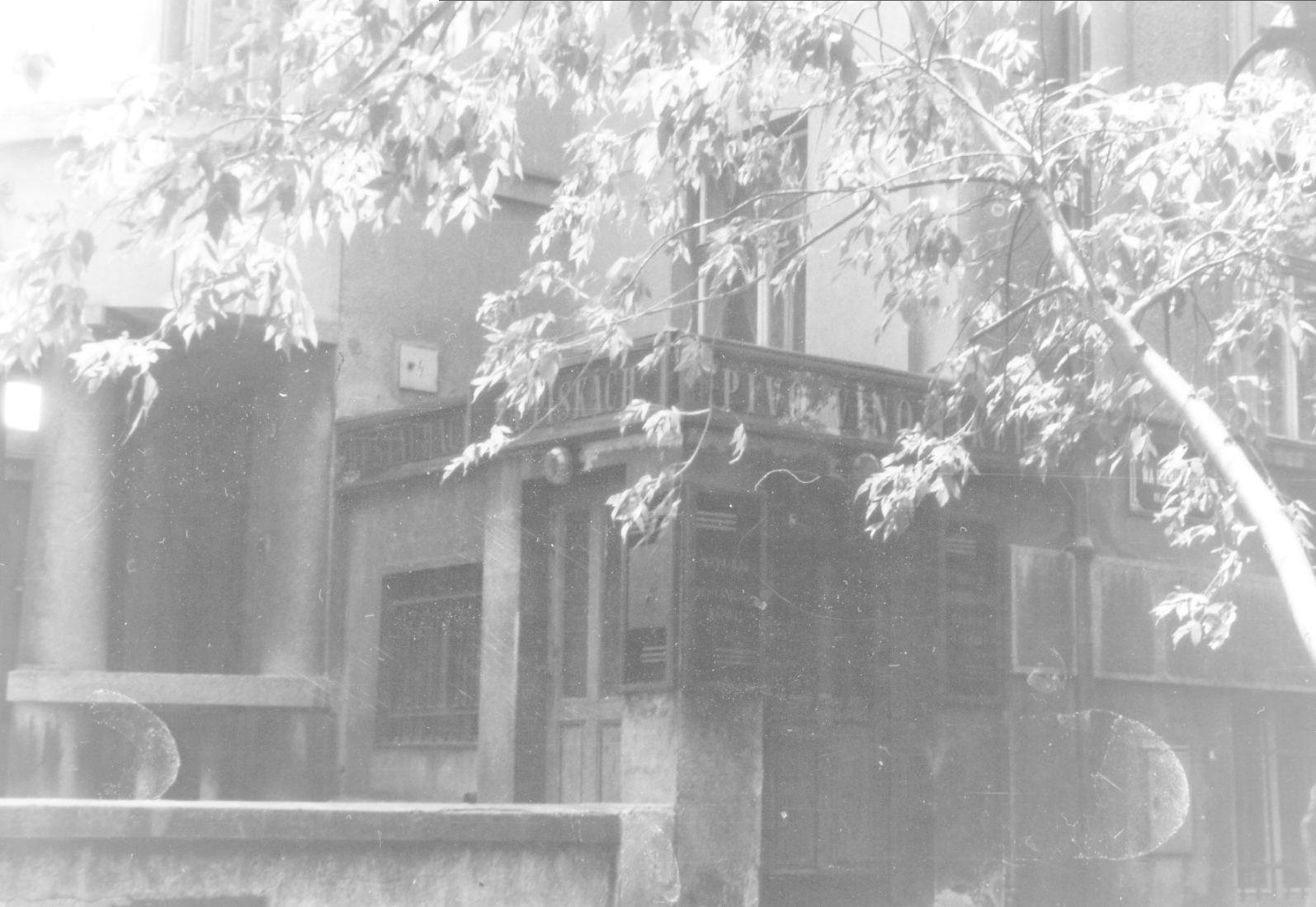
Hostinec U Tyšerů v roce 1983

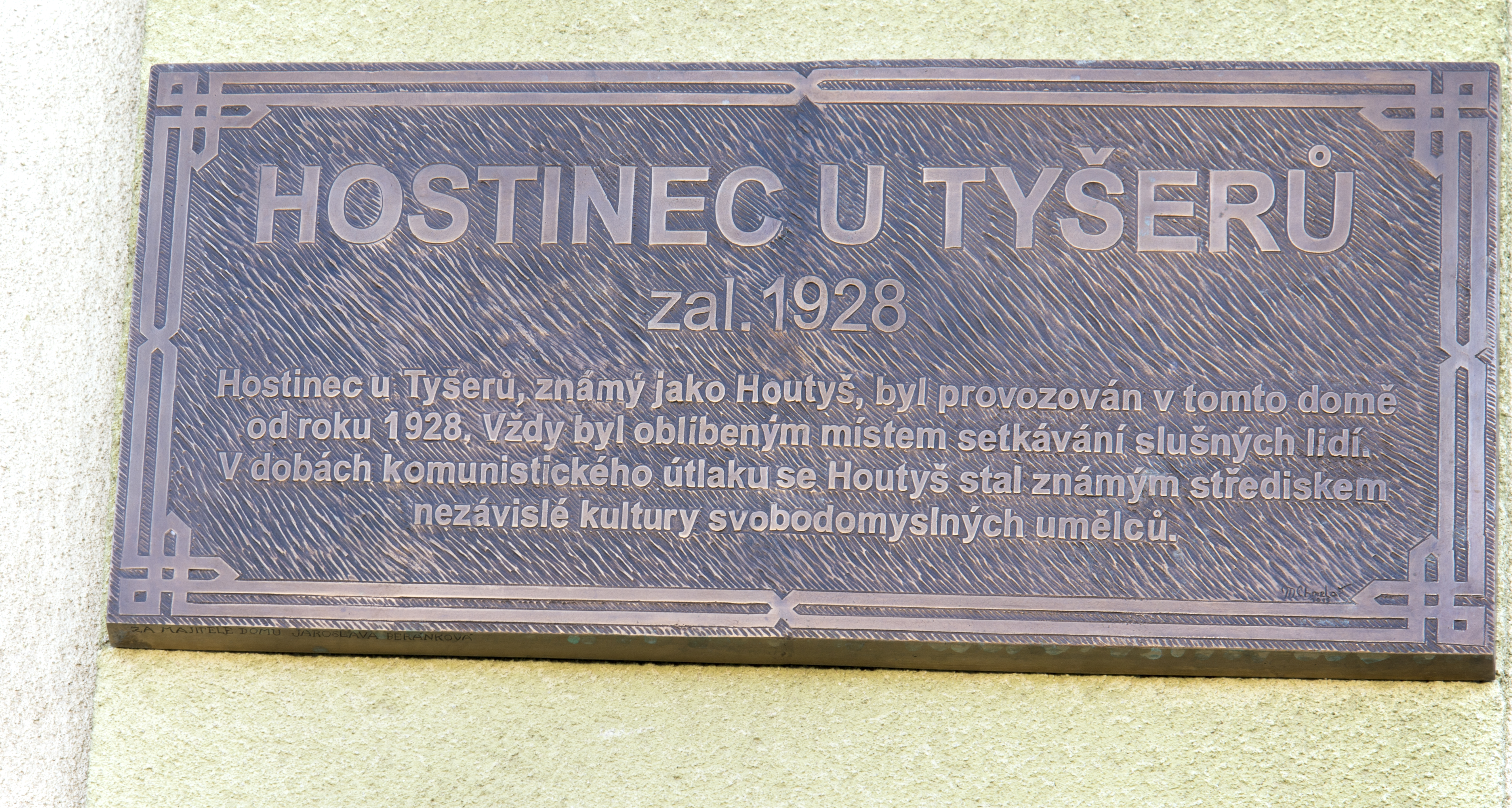
Pamětní deska na budově bývalé hospody U Tyšerů

Hostinec Na pískách, místně známý pod jménem U Tyšerů a později přezdívaný Houtyš (akronym z názvu HOstinec U TYŠerů), byl v domě na rohu ulic Na Hanspaulce a Krocínovská ve vilové čtvrti Hanspaulka v pražských Dejvicích. Od poloviny 70. do začátku 90. let 20. století se stal kulturním centrem hanspaulské hudebně literární společnosti. Poté restaurace ukončila provoz a v jejích prostorách jsou umístěné kanceláře.
Dům, v jehož suterénu se hostinec nacházel, patřil po celou dobu rodině Beránků, která ho dokázala udržet v soukromém vlastnictví přes všechny společenské režimy. Akronym Houtyš vznikl patrně v roce 1977 při zakládání týmu malé kopané s názvem „1.FC Houtyš“, který zformovali hráči Hanspaulské ligy malé kopané.

## Základní fakta
Dům byl postaven v roce 1927 Jaroslavem Peštou. V roce 1928 v něm byla otevřena restaurace „Na pískách“. Hostinec měl vchod z ulice Na Hanspaulce 33 a sestával ze schodů do malého výčepu, kuchyně, úzké chodby, dvou menších lokálů a sociálního zařízení. Celková kapacita byla 50 míst k sezení.
Restauraci provozoval Alexandr Tyšer, kuchyni vedla jeho manželka. Prostory velkému zájmu nestačily, a proto majitel domu v roce 1933 přistavěl zasklenou hostinskou verandu. O nedělích se hrálo na klavír, pánové se scházeli na kulečník a karty, v restauraci se pořádaly svatební hostiny a bankety. Scházela se zde vybraná prvorepubliková společnost. Restauratér udržel provoz i za druhé světové války v období protektorátu.
Po roce 1948 převzal pohostinské služby národní podnik Restaurace a jídelny Praha 6. Pamětníci vzpomínali, že za výčepem se střídal jeden amatér za druhým. Pivo prý čepovali policajt, řidič autobusu a trafikant na penzi. Jedna odpovědná vedoucí si údajně udělala z kuchyně prádelnu a přímo v lokále mezi hosty sušila spodní prádlo.

## Kulturní význam
Část restaurace se stala Agitačním střediskem Národní fronty. Konaly se v něm schůze KSČ, uličního výboru, volby a příležitostné koncerty. Od roku 1975 zde vystupovaly například kapely B-Side (později pod názvem Orchestrion), jejichž píseň „Bláznova ukolébavka“ patří k nejznámějším písním pocházejícím z Hanspaulky, Ivan Hlas a The Mice. Konkurenční kapely Lombards, Sfings a Beatings hrály v nedalekém kulturním domě Zavadilka.
Otevírací doba byla v 80. letech 20. století na tehdejší dobu nezvykle až do 23 hodin. Podávaly se jednoduché studené a ohřívané pokrmy, čepovalo se pivo Staropramen 10°.
Příchodem hostinského Miloše Řebíčka a jeho spojením s mladými muzikanty, kteří do hospody nastěhovali pianino a kontrabas a začali tam pravidelně hrát, se podnik postavil na nohy a postupně se stal populárním místem schůzek, hudební tvorby, uměleckých diskusí, výstav a dějištěm hudebních událostí místních mladých umělců – hanspaulských a dejvických hudebních skupin, mj. Žízeň, Navi Papaya a Nahlas Ivana Hlase, Yo Yo Band bratří Tesaříkových, Žlutý pes Ondřeje Hejmy, Bluesberry Petara Introviče, Krausberry Martina Krause, Hlava B Mária Císaře, Trioda Vítka Malinovského, Hugo Band, Slepá ulička, dívčí skupina Obludky, jazzová skupina Hudba ke kávě Vladimíra Vytisky a další. Přicházeli sem také muzikanti z Originálního synkopického orchestru, ze skupin Nerez, Marsyas, Bonsai, Extempore, Jasná Páka, Míchačky betonu a později zapomenutých kapel (např. Aoár, Atomic, 380 m n. m., Podpěra Brothers atd.) i divadelníci, zejména členové souboru Recitační soubor Vpřed Lumíra Tučka a bratři Cabanové (Michal a Šimon). Mezi stálými hosty byli členové Jazzové sekce.
Scházeli se zde literáti, výtvarníci a fotografové, mj. Vladimír Kouřil, Jarda „Tlučhoř“ Müller, Martin Tarant, Ivan Poledňák, Ivan Prokop, Martin Vrana, Jan Kos a další. Umělecké začátky zde prožil herec, textař a pianista Václav Kopta. V Houtyši rovněž byl založen a vydáván místní hudebně literární  občasník Lógr (viz antologie Český literární samizdat 1948-1989, ČSAV).  
Nejznámějšími hosty ze zahraničí byli německý bluesman Stefan Diestelmann a bratislavská skupina Lojzo.
Roku 1990 vydala společným dílem Jazzová sekce a Artforum sborník Hanspaul City obsahující dílka hanspaulských textařů a básníků. Nejvýznamnější hanspaulští textaři jsou zastoupeni v encyklopedii Československá rocková poezie a v antologii ...a to je blues. Hanspaulské hudební scéně a restauraci U Tyšerů je věnován 22. díl dokumentárního seriálu Bigbít České televize.
Funkci alternativního kulturního centra přebral po restauraci U Tyšerů hudební RAF club v nedaleké Soborské ulici.
15. září 2013 nechal majitel domu Jan Beránek na průčelí domu umístit pamětní desku připomínající 85. výročí založení hostince U Tyšerů. V přilehlém parku proběhl koncert, na němž se vystřídaly nejvýznamnější hanspaulské skupiny.